# Karel Čapek
Ne doit pas être confondu avec Karel Matěj Čapek-Chod.
Pour les articles homonymes, voir Čapek.
Karel Čapek (), né le 9 janvier 1890 à Malé Svatoňovice dans la région de Hradec Králové en royaume de Bohême et mort le 25 décembre 1938  à Prague, est l'un des plus importants écrivains tchécoslovaques du XXe siècle. Le mot robot, qui apparaît pour la première fois dans sa pièce de théâtre de science-fiction R. U. R. en 1920, sous-titre en anglais du titre tchèque Rossumovi univerzální roboti, a été inventé par son frère Josef à partir du mot tchèque robota, qui signifie « travail » ou « servage ».
Dans une autre de ses œuvres, La Guerre des salamandres, Čapek peint avec un humour noir et joyeux la géopolitique de son temps et tourne notamment en dérision le national-socialisme.
Dans Voyage vers le Nord, publié en 1939, mais écrit en 1936, il raconte un voyage à travers le Danemark, la Suède et la Norvège. Illustré de nombreux dessins, naïfs mais symboliques le récit décrit le monde visité mais pressent aussi un monde angoissant. Si les prévisions sont assez pessimistes, le vécu est lui peint de façon là encore souvent humoristique, mais aussi parfois ironique.

## Biographie

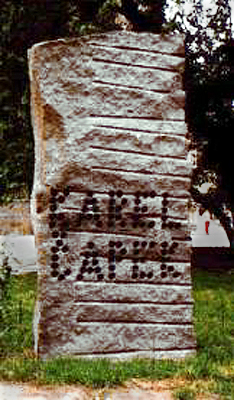
Monument de Karel Čapek, place de la paix (Náměstí míru) à Prague.

Karel Čapek naît en Bohême et fait ses études secondaires à Hradec Králové, qu'il doit quitter pour Brno à la suite de la découverte du cercle anti-autrichien dont il faisait partie. Il étudie à la faculté de philosophie de l'université Charles et à l'université Friedrich Wilhelm à Berlin puis à la faculté des lettres de l'université de Paris. Sa thèse, soutenue en 1915, porte sur Les méthodes esthétiques objectives en référence aux arts appliqués.
Il est réformé en raison de problèmes de dos (qu'il aura durant le reste de sa vie), et dispensé de participer aux combats lors de la Première Guerre mondiale qui néanmoins l'influencent et l'inspirent. En 1917, il est tuteur du fils du comte Lazansky puis journaliste pour les journaux Národní listy (1917–1921), Nebojsa (1918–1920), Lidové noviny (à partir de 1921).
Il publie en 1922 le roman Tovarna na Absolutno (La fabrique d'Absolu).
Dans ce roman entre science-fiction et fantaisie satirique dirigée contre l'intégrisme religieux, il imagine qu'en tentant de désintégrer les atomes pour réaliser des générateurs d'énergie — appelés carburateurs dans la traduction française —, l'homme sépare accidentellement l'Esprit de la Matière. Les « carburateurs », source d'énergie simple, bon marché et d'emploi universel, sont produits en très grande quantité, générant des profits colossaux. L'Absolu se répand alors comme un gaz toxique et contamine la population mondiale, en commençant par les classes intellectuelles et urbaines. Seuls les paysans tchèques, obstinément matérialistes et attachés à vendre à meilleur profit leurs pommes de terre, semblent échapper à la folie qui bientôt embrase le monde. Une véritable fièvre de la spiritualité religieuse, toutes religions confondues, s'empare de la planète, les sectes se développent, l'irrationnel prévaut et déclenche une série de guerres de religion sanglantes et de révoltes menées par des illuminés mystiques, avant que la destruction systématique des « carburateurs » atomiques ne ramène la paix dans un monde dévasté. 
De 1925 à 1933 il est président du PEN club tchécoslovaque.
Le 16 août 1935, il se marie avec son amie, l'actrice Olga Scheinpflugová, rencontrée pendant l'été 1920.
En 1936 il publie La Guerre des salamandres qui met en scène une guerre entre l'homme et l'animal ; c'est une satire du contexte politique de l'époque, le nazisme, l'antisémitisme, la croyance dans le progrès. L'œuvre anticipe également les problèmes écologiques.
En 1938, à la suite des accords de Munich, l'annexion des Sudètes  par les troupes nazies touche profondément le démocrate nationaliste qu'il est.

« J’ai l’impression que je n’ai plus rien à faire ici. Je ne serais qu’un drôle de personnage. Mon monde est mort.  J’ai cru, en effet, en quelques engagements, en soi-disant l’honneur d’un traité et des choses semblables. Je pense que je ne saurais pas me retrouver dans cette bousculade… »

— Karel Čapek
Après s’être remis du premier choc, il essaie d’excuser les actes du gouvernement et du président dans la situation, qui selon Čapek, n’offrait pas d’autres solutions excusables. Il considère comme déplacé, dans la situation de l’époque, de chercher les coupables. Il s’efforce, par ses activités, d’empêcher la division du peuple, et tâche de maintenir son union. Après la démission du président Beneš, il reste le seul symbole visible de la Première République et joue souvent le rôle de « bouc émissaire ».  Il reçoit de nombreuses lettres et appels téléphoniques anonymes d’insultes. Les vitres de sa maison sont régulièrement cassées. Le 26 novembre 1938 il publie, à la suite des attaques contre sa personne, son essai  Comment ça s’est passé dans Lidové noviny (Le Quotidien du peuple). 
Il passe les trois dernières années de sa vie à Stará Huť u Dobříše, où l'on trouve aujourd’hui un monument à son nom. Il meurt d'un œdème pulmonaire et est enterré au cimetière de Vyšehrad à Prague. Il était le troisième sur la liste de la Gestapo des personnes à arrêter et sa mort précoce le délivre du destin tragique qui l'attendait. Son frère Josef est arrêté pour activités anti-fascistes et envoyé en camp de concentration en 1939, peu après l'invasion de la Tchécoslovaquie qui fait suite aux accords de Munich. Josef meurt au camp de Bergen-Belsen en avril 1945. Voyage vers le Nord, récit d'un voyage en Scandinavie illustré de dessins sera publié en 1939 à New-York. 
Ennemi des nazis, ses œuvres n'en sont pas moins mises à l'index durant les années d'après-guerre par le régime communiste qui considère d'un mauvais œil cet auteur qui a dénoncé toutes les formes de totalitarisme, et qui avait publié un article, Pourquoi je ne suis pas communiste, en 1924.

## Anecdotes

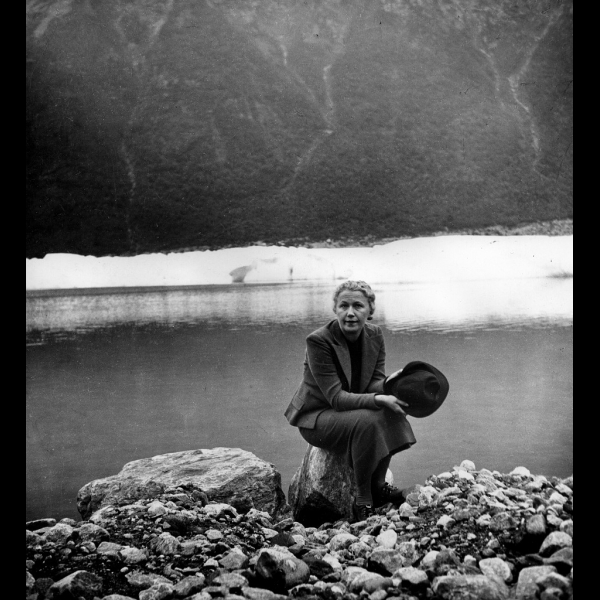
Olga Scheinpflugová photographiée par Karel Čapek

En 1995, il a reçu, in memoriam, l’Ordre de Tomáš Garrigue Masaryk.
Čapek était un très bon photographe amateur dont témoignent, mis à part de photos connues publiées dans Dášenka (recueil de proses sur la vie d’un chiot Dášenka), des photos de personnalités (du président Masaryk et d’autres pátečníci (Les hommes de vendredi, le cercle littéraire et politique qui se réunissait dans le jardin de maison de Karel Čapek tous les vendredis après-midi de 1921 jusqu’à sa mort). Karel, photographe amateur, fut l'auteur d’une des publications photographiques les plus vendues de l’époque de la Première République, Dášeňka čili Život štěněte, publiée en 1933.
Moins connue est sa passion pour la musique ethnique en lien avec son intérêt pour les cultures étrangères. C'était un collectionneur important ; toute sa collection fut offerte par ses héritiers en 1981 à  Náprstkovo muzeum (en tout, 462 vinyles 78 tours, et 115 catalogues de maison de disques mondiales). Après 1990, les enregistrements furent numérisés avec le soutien de l‘UNESCO et les meilleurs ont été édités sur cinq CD.
La paternité du mot « robot », terme qui s’est répandu dans le monde avec la pièce de théâtre R.U.R. appartient à son frère Josef. Karel Čapek pensait plutôt au mot « laboř ». Le mot robot est d’origine slave et provient du verbe robotovat (travailler).
En 1988, un colloque lui est consacré à l'Université libre de Bruxelles, les 1er et 2 décembre, à l'occasion du cinquantième anniversaire de sa mort.
En 1989, un film biographique sur Karel Čapek est sorti au cinéma, Člověk proti zkáze (L’Homme contre la destruction). Les réalisateurs étaient Štěpán Skalský et Jaromír Pleskot. Le héros principal était interprété par Josef Abrhám, son frère Josef par František Řehák, Olga Scheinpflugova interprétée par Hana Maciuchová et le personnage de T. G. Masaryk par Svatopluk Beneš.
Ce n'est qu'en 2009, donc 70 ans après la mort de Čapek, qu'a été éditée la riche correspondance entre l’auteur et l’avocat Jindřich Groag sur le thème du pacifisme et du refus du service militaire.
Karel Čapek fut proposé sept fois pour le prix Nobel de littérature, entre 1932 et 1938.

## Œuvres
Karel Čapek écrivit avec humour et intelligence sur une grande variété de sujets. Son œuvre n'est pas uniquement connue pour sa description exacte de la réalité mais pour ses études sur la langue tchèque, et deviendra immortelle pour avoir participé à la naissance de la science-fiction avant qu'elle ne devienne un genre littéraire à part entière.

### Romans, récits, nouvelles
- Zářivé hlubiny a jiné prózy (Les profondeurs rayonnantes et autres proses (1916) - recueil de nouvelles en collaboration avec son frère Josef)
- Krakatit (1922) - un film du même titre, réalisé par Otakar Vávra, en est tiré en 1948
- Továrna na absolutno (1922) La Fabrique d'absolu, traduit par Jirina et Jean Danès, Nagel, 1944 ; réédition, Ibolya Virág, 1998  (ISBN 2-911581-09-1) ; réédition de poche avec les dessins originaux de Josef Čapek, Éditions La Baconnière, Collection dirigée par Ibolya Virág, 2015  (ISBN 978-2-940431-24-3)
- Anglické listy (1924) Lettres d'Angleterre, traduit par Gustave Aucouturier, illustré avec les dessins originaux de l'auteur, Grasset, 1929 ; réédition, Éditions La Baconnière, Collection dirigée par Ibolya Virág, 2016  (ISBN 978-294043-178-6)
- Italské listy (1928) Lettres d'Italie, traduit par Laurent Vallance, Éditions La Baconnière, 2019  (ISBN 978-2-940431-99-1)
- Povidky z jedné i druhé kapsy (1928) L'Affaire Selvin, traduit par Maryse Poulette, Calmann-Lévy, coll. « Traduit de », 1967 ; nouvelle édition augmentée et complétée sous le titre Contes d'une poche et d'une autre poche, traduit par Barbora Faure et Maryse Poulette, Les Éditions du Sonneur, 2018  (ISBN 978-2-373850-80-2)
- Zahradníkův rok (1929) L'Année du jardinier, illustré par son frère Josef Čapek, traduit par Joseph Gagnaire, éditions Stock, coll. « Les Livres de nature » no 25, 1933 ; réédition, Éditions de l'Aube, coll. « Regards croisés », 1997  (ISBN 2-87678-217-0) ; réédition, éditions 10/18, coll. « Domaine étranger » no 3142, 2000  (ISBN 2-264-03033-X)
- Apokryfy (1932) Récits apocryphes, traduit par Marlyse Poulette, L'Âge d'Homme, coll. « Classiques slaves », 1969 ; réédition dans une traduction revue et corrigée sous le titre Le Châtiment de Prométhée et autres fariboles, Éditions Noir sur Blanc, coll. « La bibliothèque de Dimitri », 2020  (ISBN 978-2-88250-601-6)
- Hordubal (1933) Hordubal, traduit par Michel-Léon Hirch, Seghers, 1946 ; réédition, L'Âge d'Homme, coll. « Classiques slaves », 1978
- Povětroň (1934) Le Météore, traduit par Alain van Crugten, L'Âge d'Homme, coll. « Classiques slaves », 1975
- Obyčejný život (1934) Une vie ordinaire, traduit par Daniela Stasková-Pelliccioli, L'Âge d'Homme, coll. « Classiques slaves », 2002  (ISBN 2-8251-1518-5)
- Cesta na Sever (1936) Voyage vers le Nord, traduit par Benoît Meunier, Les Éditions du Sonneur, mai 2010 (ISBN 978-237385-191-5)
- Válka s Mloky (1936) La Guerre des salamandres, traduit par Claudia Ancelot, Éditeurs français réunis (EFR), 1960 ; réédition, Marabout, coll. « Bibliothèque Marabout » no 324, 1986  (ISBN 2-501-00821-9) ; réédition, Ibolya Virág, 1999 ; réédition, Cambourakis, 2012  (ISBN 978-2-916589-99-2) ; réédition, Éditions La Baconnière, Collection dirigée par Ibolya Virág, 2012  (ISBN 978-2-940431-08-3)
- Život a dilo skladatele Foltýna (1939) La Vie et l'œuvre du compositeur Foltyn  (inachevé), traduit par François Kérel, Prague, Artia, 1965 ; réédition, Stock, coll. « Bibliothèque cosmopolite », 1990  (ISBN 2-234-02268-1) ; réédition, Éditions Sillage, 2013  (ISBN 979-10-91896-15-3)
- Nouvelles, traduit par Corinne Fournier-Kiss, L'Âge d'Homme, 2009  (ISBN 978-2-825139-27-1)
- La Bonne Aventure (2019), Toulouse, Éditions Trèfle noir, coll. « Double noir » no 14  (ISBN 978-2-490099-13-9)

### Théâtre, scénarios, livrets
- Loupežník (Le Brigand - 1920)
- R. U. R. (1920) R.U.R., traduit par Hanuš Jelínek, Éditions Jacques Hébertot, Cahiers dramatiques no 21, 1924 ; réédition, R.U.R. in Quatre pas dans l'étrange, Librairie Hachette, coll. « Le Rayon fantastique » no 79, 1961 ; nouvelle édition sous le titre R.U.R., traduit par Jan Rubeš, Éditions de l'Aube, coll. « Regards croisés », 1997  (ISBN 2-87678-374-6)
- Ze života hmyzu (1921), en collaboration avec son frère Josef De la vie des insectes, traduit par Milena Tomášková, Prague, Éditions Dilia, 1979
- Věc Makropulos (littéralement : L'affaire Makropoulos - 1922) - livret mis en musique par Leoš Janáček Le Dossier Makropoulos, traduit par Michel Chasteau, in R.U.R., Éditions de l'Aube, coll. « Regards croisés », 1997  (ISBN 2-87678-374-6)
- Adam Stvořitel (1927) en collaboration avec son frère Josef Adam le créateur, traduit par Ida Savigny, Prague, Éditions Dilia, 1966
- Bílá nemoc (1937) La Maladie blanche, traduit par Ida Savigny, Prague, Éditions Dilia, 1965 ; autre édition sous le titre La Maladie blanche, traduit par Alain van Crugten, in R.U.R., Éditions de l'Aube, coll. « Regards croisés », 1997  (ISBN 2-87678-374-6)Adapté en feuilleton radiophonique de 4 épisodes de 2007, réalisé par Baptiste Guiton, diffusé du 12 au 16 février 2024[5]
- Matka (littéralement : la Mère - 1938) L’Époque où nous vivons, traduit et adapté par Luc Durtain, Denoël, coll. « de l'Association internationale des écrivains pour la défense de la culture », 1939

### Ouvrages de littérature d'enfance et de jeunesse
- Devatero pohádek (1932) (illustrations de son frère Josef Čapek), d'où sont extraits et traduits en français par Jean-Charles Guillien, 7 contes pas comme les autres, Éditions La Farandole, coll. « Mille épisodes », 1974, 147 p.
- Dášeňka, čili, Život štěněte (1933) Dachenka ou La vie d'un bébé-chien, traduit par Anna et Jacques Arnaudiès, À l'Enfant poète, 1946 ; réédition, Éditions du Sonneur, 2013  (ISBN 978-2-916136-60-8); réédition illustrée par l'auteur, Éditions MeMo, 2015  (ISBN 978-2-35289-255-7)

### Recueil d'articles, interviews, divers
- Biograf, (1910), écrit avec son frère Josef Le Biographe in Le Cinéma : naissance d'un art. 1895-1920, D. Banda & J. Moure, éd., Paris, Flammarion, coll. « Champs », 2008
- Jak vzniká divadelní hra a průvodce po zákulisí (Comment une pièce de théâtre se met en scène ou le guide derrière les coulisses - 1925), en collaboration avec son frère Josef
- Hovory s T. G. Masarykem (1928-1935) - 3 vol. Entretiens avec T. G. Masaryk, traduit par Madeleine David, Stock Delamain et Boutelleau, 1936 ; réédition, Éditions de L'Aube, coll. « Regards croisés », 1991  (ISBN 2-87678-057-7)
- Zahradníkův rok (L'Année du jardinier - 1929. Voir plus haut)
- Marsyas čili na okraji literatury (Marsyas ou aux bords du monde de la littérature - 1931)
- O věcech obecných aneb Zóon politikon (Des choses politiques ou Zoon Politikon - 1932)
- La Civilisation en marche (Histoire des salamandres) extrait de La Guerre des Salamandres, traduit par Claudia Ancelot, paru dans Fiction no 89, Éditions Opta, avril 1961
- La Guerre des Salamandres de Karel Čapek:  Livre Audio, 1 CD mp3, Durée: 9 heures 5 minutes. Texte Intégral par les Éditions Sonobook. Interprété par Pierre Moquet. octobre 2014[6]
- Lettres à Véra, traduit par Martin Daneš, Cambourakis, coll. « Literatura », 2016  (ISBN 978-2-36624-206-5)

### Traductions de Karel Čapek
Comme toute l'intelligentsia tchécoslovaque de son temps, Čapek est francophile et participe à la diffusion de la culture française dans son pays.
- Apollinaire : Pásmo (Zone)
- Molière : Sganarelle (ibid.)
- Francouzská poezie nové doby (Poésie française contemporaine - 1920)

## Postérité
- Prix Karel Čapek décerné depuis 1994 par le PEN Club tchèque, ce prix, qui compte des lauréats tels que Arnošt Lustig ou Václav Havel, est remis tous les deux ans et récompense l’œuvre d’une vie.